# Nairobijska stolnica
Nairobijska stolnica ali Stolnica bazilika Svete družine je katoliška cerkvena stolnica in manjša bazilika, posvečena Sveti družini, in stoji ob Mestnem trgu v Nairobiju, glavnem mestu Republike Kenije. Bazilika je sedež nadškofije Nairobi.

## Zgodovina
Kongregacijo stolnice so prvotno sestavljali delavci pri gradnji železnice, ki so živeli v kampu v bližini, kar je postalo prva železniška postaja v Nairobiju. Pod vodstvom očetov Svetega Duha je bila bratu Josafatu, C.S.S.P (misionarju Svetega Duha) leta 1904 zaupana izgradnja cerkve. S kapaciteto 300–400 ljudi je bila to prva kamnita zgradba v Nairobiju. Prvi krst je bil izveden leta 1906, prva poroka leta 1908 in prva birma leta 1923.
Prvi nadškof Nairobija je bil John Joseph McCarthy, ki je bil imenovan leta 1953 in je služil do leta 1971, ko se je upokojil.
Dorothy Hughes, ki je bila vzgojena v Keniji, je sedanjo zgradbo zasnovala leta 1960. Stolnico je zgradilo britansko podjetje Mowlem. Modernistična arhitektura ima abstraktne vitraje v okvirjih iz nerjavečega jekla. Stolnica ima podrobnosti iz carrarskega marmorja in ima sedežev za 3000 do 4000 ljudi. To je desetkrat več kot prvotna kamnita cerkev. Stavba je visoka 30 metrov in ima velik križ. Zasnova poleg dveh glavnih ladij vključuje osem različnih kapelic. Tu je glavni oltar z velikim razpelom in velikim svetiščem ter dva stranska oltarja.
Cerkev je leta 1980 obiskal papež Janez Pavel II., 15. februarja 1982 pa jo je imenoval za baziliko. Janez Pavel je v tej cerkvi ponovno molil leta 1985 in 1995. Očetje Svetega Duha so bili odgovorni za baziliko do leta 1991.
Novo upravno stavbo za nadškofovsko pisarno je leta 2011 gradilo kitajsko gradbeno podjetje Zhongxing Construction.

## Maše
Stolnica je sedež nadškofije Nairobi. Trenutni nadškof je John Njue, ki je leta 2007 postal kardinal. Nadškofija Nairobi ima po ocenah 4 milijone ljudi, od katerih naj bi bilo 1,6 milijona katolikov. Tem 4000 krščanskim skupnostim služi 182 duhovnikov, osem univerzitetnih izobraževalnih objektov in več krajev za umik.
Storitve so na voljo ves teden v stolnici, ena od kapelic pa je vedno odprta. Poleg tega sta v stavbi še knjigarna in šola.

## Galerija
- Kapela
- Center Nairobija z baziliko
- Notranjost
- Sveta voda in krstilnik
- Nairobi